# Comité de Dados para a Ciência e Tecnologia
O Committee on Data for Science and Technology (CODATA) foi fundado em 1966 como um comitê interdisciplinar do Conselho Internacional de Ciência (International Council of Science – ICSU), conhecido anteriormente como Conselho Internacional de Uniões Científicas.
Busca melhorar a compilação, avaliação crítica, armazenamento e recuperação de dados de importância à ciência e tecnologia.
Os valores das constantes físicas fundamentais recomendadas pelo CODATA são publicados no NIST - Reference on Constants, Units, and Uncertainty.
O primeiro relatório CODATA foi publicado em 1973, o segundo em 1986 e o quarto em 2002, o quinto em 2006, o sexto em 2010, o sétimo em 2014 e, finalmente, o oitavo, em 2018, conhecido como "CODATA 2018".